# 微抗体
微抗体是对完整的天然抗体中短链部分的氨基酸的人工复制品。在实验室环境下，微抗体可以阻止诸如HIV病毒侵入细胞。

## 简介
抗体是脊椎动物体内产生的一种球蛋白，起到抵抗如细菌和病毒入侵的作用。通过注射含有大量特定抗体的的血浆，可以治疗某些感染。但是在治疗中使用完整的天然抗体有许多问题，比如：天然的抗体只在活体动物体内产生，而这很难在工业化规模的基础上进行品质控制；它们是大型分子，需要通过注射给药；它们并不容易从血液扩散到组织或其它类型的感染病灶当中等。
通过使用微抗体，有可能可以解决上述问题：由于分子量较小，有可能通过化学方法进行合成，并且更容易快速的从血液循环系统中扩散到机体中受到感染的病灶中去。同时它们也具备相较抗体更低的免疫原性，因此不容易引起宿主的免疫应答。尽管目前距离量产仍有问题需要解决，微抗体仍然是一个具有潜力的，用于对抗各种感染和疾病的重要武器。

## 背景
疫苗是一种通过刺激体内免疫系统产生抗体，来消灭如细菌和病毒等病原的预防疾病的主动免疫方法。于此同时，还可以通过注射单克隆抗体或含有大量抗体的血浆这种被动免疫方法，来预防及治疗某些感染情况。然而后者有其固有的问题：被动免疫所引入的抗体在人体中仍然属于外来蛋白质，尽管单克隆抗体可以是人源化的，它们仍然有可能会引起免疫应答。抗体中只有较少的一部分区域会涉及免疫识别以及中和致病原，因此可以合成模拟这一部分的微抗体，而去掉大部分没有治疗作用，却会引起免疫应答的区域。

## 原型
目前已通过鼠细胞所产生的单克隆抗体分离出微抗体，该抗体在实验室环境中能使得HIV病毒失活。